# رولاند سي. كيلوغ
رولاند سي. كيلوغ هو محامي وسياسي أمريكي، ولد في 31 ديسمبر 1843، وتوفي في 15 يناير 1911. نشط حزبياً في الحزب الجمهوري. وقد انتخب عضو مجلس ولاية نيويورك ‏.